# Daphne Sheldrick
Dame Daphne Majorie Sheldrick DBE (* 4. Juni 1934; † 12. April 2018) war die Gründerin einer Elefanten-Aufzuchtstation für verwaiste Jungtiere sowie zweier Rehabilitations-Zentren, von denen aus die Jungtiere wieder an das Leben in der Wildnis gewöhnt werden.
Sie wurde 1934 als Tochter eines Landwirts in Kenias Nakuru District geboren und wuchs mit zahlreichen Tieren auf dem elterlichen Betrieb auf. Bereits mit drei Jahren erhielt sie von Arbeitern ein verwaistes Wildtier, das sie aufzog und wieder erfolgreich an das Leben in der Wildnis gewöhnte. Sie besuchte die Nakuru Primary School und die Kenya High School. Sie heiratete in zweiter Ehe David Sheldrick, mit dem sie im Tsavo-East-Nationalpark arbeitete.
In den 1970er Jahren gelang ihr einer der größten und wichtigsten Erfolge in der künstlichen Fütterung von Jungelefanten. Da Elefanten keine Kuhmilch als Ersatznahrung vertragen, war es lange Zeit unmöglich, verwaiste Jungtiere am Leben zu erhalten. Daphne Sheldrick entwickelte eine spezielle Milchmischung mit pflanzlichem Fett.
Die von ihr gegründete Elefanten-Aufzuchtstation David Sheldrick Wildlife Trust in unmittelbarer Nähe von Nairobi ist mittlerweile weltberühmt. Seit Bestehen der Einrichtungen konnten durch die Arbeit Daphne Sheldricks und ihres Teams über 140 Elefanten gerettet und wieder an das Leben in der Wildnis gewöhnt werden. Daphne Sheldrick gilt als „Mutter der Elefanten“ und wurde international als Expertin geschätzt. Unter weiteren zahlreichen Auszeichnungen erhielt sie im Jahr 2000 die Ehrendoktorwürde der Universität Glasgow in Schottland.
Am 31. Dezember 2005 schlug Königin Elisabeth II. Daphne Sheldrick zur Dame Commander des Order of the British Empire, das erste Mal in Kenia seit der Unabhängigkeit 1963.